# Pygeretmus
Pygeretmus é um gênero de roedores da família Dipodidae.

## Espécies
- Pygeretmus platyurus (Lichtenstein, 1823)
- Pygeretmus pumilio (Kerr, 1792)
- Pygeretmus shitkovi (Kuznetsov, 1930)